# ありすorありす〜シスコン兄さんと双子の妹〜
『ありすorありす〜シスコン兄さんと双子の妹〜』（ありすオアありす シスコンにいさんとふたごのいもうと）は、梱枝りこによる日本の4コマ漫画作品。『月刊コミックアライブ』（KADOKAWA・メディアファクトリー）にて2013年11月号から2015年9月号まで連載し、『コミックキューン』2015年10月号（独立創刊号）より同誌に移籍し連載中。
2016年7月23日にドラマCDが発売され、2018年4月にテレビアニメ化された。

## あらすじ
二人のありすであるりせとあいりは仲良しな双子の姉妹。彼女達の面倒を見ているシスコンな兄と、遊びに来る周囲の人々や妖精たちが繰り広げる日常コメディ。

## 登場人物
作中では登場人物は皆デフォルメタッチで描かれることが非常に多く、扉絵などを除けば通常の頭身で描かれることの方が少ない。
声優はドラマCD・テレビアニメ兼任。
璃星（りせ）
声 - 佐倉綾音
本作の主人公の一人。身長148cm。銀色のロングヘアで赤いリボンとエプロンドレスをしている。一人称は「私」。純粋無垢で穏やかな性格であり、作中では比較的まともな感性を持っている。兄のことが大好き。甘いものが好き。あいりと一緒に行動することが多い。兄の呼び方は「お兄ちゃん」。
藍璃（あいり）
声 - 日高里菜
本作の主人公の一人。りせの双子の妹。身長148cm。薄紫色のロングヘアで青いリボンとエプロンドレスをしている。一人称は「私」。りせと比べると強気な性格で、たまに素直になれないことがある。基本的に姉妹仲は良いが、あらゆる面で自分より優れている姉に対抗心を抱くほど負けず嫌いなところがある。りせよりも体重が少し重いのがコンプレックスであり、ダイエットと称して食事を我慢することがある。姫咲のことを胡散臭い人だと思い、彼女の提案を躊躇うことが多い。朝と水泳と雷が苦手。辛いものが好き。兄の呼び方は「兄さん」。
兄（あに）
声 - 松岡禎丞
りせとあいりの義兄で、二人の面倒を見ている。誕生日は2月3日。本名は不明。一人称は「僕」または「オレ」。極度のシスコンであり、りせとあいり以外の女性に対しては冷たい態度をとることが多い。ややスケベなところがあり、りせとあいりのことを何でも知っている上に、姫咲が提案した衣装を二人に着せようとするなど抜けたところがある。虫が苦手。ドラマCDには登場しない(厳密には登場はしているが、台詞がない)。
マコ
声 - 高森奈津美
りせとあいりの友人。身長153cm。体重43kg。金髪のショートヘアで猫の尻尾のようなものがある。一人称は「マコ」。やんちゃな性格。かなりの大食いで食べ物には目がない。性格とは裏腹に料理が上手く、勉強しなくてもテストで満点をとれるほど賢いが補習を受けることが多い。兄の呼び方は「兄ちゃん」。
ココ
声 - 諏訪彩花
マコの一つ下の妹。身長153cm。体重44kg。金髪のサイドテールでハートの髪飾りをしており、姉と同様に猫の尻尾のようなものがある。一人称は「私」。姉とは対照的に礼儀正しい性格でスタイルも抜群である。しかし、料理は壊滅的に下手であり、勉強も全くできない。音痴。兄の呼び方は「お兄さん」。
姫咲（きさき）
声 - 徳井青空
兄の一つ下の幼馴染。身長144cm。髪型は黒色のツインテールでパーカーを着ている。一人称は「私」。メイド喫茶「きさきっ茶」を経営している。両親の都合で一度引っ越したが、店を近所に設けたため戻ってきた。非常にズル賢い性格で、りせやあいりを使って金儲けを企もうとする。衣装に関することがあると写真を撮影して利益や交渉に使おうとすることが多い。自己中心的な面があり、店の売上金を自身の豪華な食事代に使ったり、仮病を装って他人に仕事を任せたり、物事を勝手に決めようとしたりする。兄とは過去に一緒に遊んでいた為、実兄のように慕っている。年齢は不明だが、学生時代が10年前であると懐かしむ場面から少なくとも成年以上である。兄の呼び方は「お兄様」。
流葉（るは）
声 - 大西沙織
りせやあいり達と同じ学校に通っている少女。髪型はピンク色の二つ結びで水玉のヘアゴムをしている。一人称は「るは」、ドラマCDでは一度だけ「私」も使っている。無口であどけない性格。当初はゴミ置き場の段ボールに入っていたが、りせ達に保護された。いつもお腹を空かせていて、マコに劣らずの大食いである。ハンバーガーが大好物。兄の呼び方は「にぃに」。
ヤミリー・ヘル・フォールン
声 - 鈴木愛奈
「きさきっ茶」のライバル店「ダークハウス」のオーナー。紺色のロングヘアで、頭に2本の角と悪魔の尻尾のようなものがある。一人称は「わたくし」で、「〜ですわ」等のお嬢様口調で喋る。姫咲のファンであり、「きさきっ茶」に憧れて出店した。メニューの最初に「闇」と付ける癖があり、見た目は悪いが味は美味しい。周囲から「ヤミ子」と呼ばれているが本人は否定している。りせやあいりと同学年だが、留年しているため年上である。昔は同人活動をしていたが、描くイラストは際疾い表現が多い。百合好きなところがあり、りせやあいりのことを気に入っている。ココと同様に音痴である。かつてはアイドル活動をしていたらしいが、人気が出なかったので現在は辞めている。兄の呼び方は「兄様」。
あるぱかさん
声 - 新田ひより
森から迷い込んできた妖精さん。気に入らないことがあると噛みつく。普段は「きゅー」しか言わないが人間の言葉を理解することができ、喋る時は関西弁で一人称は「ワイ」。春になると毛が生え替わる。カビうさぎのことをマスコットキャラのポジションを奪われるかもしれないという理由でライバル視している。
カビうさぎ
声 - 新田ひより
姫咲の店で働く妖精さん。沢山いて料理や掃除など何でもこなす。姫咲の命令には忠実。主食はニンジン。
コリー
声 - 原奈津子
「ダークハウス」の案内役。ヤミリーが闇の世界で知り合った妖精さん。一人称は「私」。怒らせると怖い。

## 書誌情報
- 梱枝りこ『ありすorありす〜シスコン兄さんと双子の妹〜』 KADOKAWA 〈MFアライブコミックス〉、既刊4巻（2019年7月23日現在）
  1. 2015年1月23日発行（同日発売）、通常版 ISBN 978-4-04-067244-1 / 画集付特装版 ISBN 978-4-04-067217-5
  2. 2016年7月23日発行（同日発売）、通常版 ISBN 978-4-04-068288-4 / 画集付特装版 ISBN 978-4-04-068287-7
  3. 2018年3月23日発行（同日発売）、通常版 ISBN 978-4-04-069698-0 / 画集付特装版 ISBN 978-4-04-069699-7
  4. 2019年7月23日発行（同日発売）、通常版 ISBN 978-4-04-065740-0 / 画集付特装版 ISBN 978-4-04-065741-7
- 梱枝りこ（原作・監修）『ありすorありす トリビュート』 KADOKAWA、2018年4月23日発売、ISBN 978-4-04-069906-6

## テレビアニメ
2018年4月から6月までTOKYO MXほかにて『ありすorありす』のタイトルで、5分枠の短編アニメとして放送された。8月13日に全13話を収録したBDがとらのあな限定で発売された。

### スタッフ
- 原作 - 梱枝りこ[1]
- 監督・絵コンテ・演出 - 小林浩輔[1]
- シリーズ構成・脚本 - 藤本冴香[1]
- キャラクターデザイン・作画監督 - 桑原直子[1]
- 美術監督 - アトリエPlatz
- 撮影監督 - 赤尾英美
- 色彩設計・色指定 - いわみみか。
- 編集 - 新見元希
- 音響監督 - 阿部信行[1]
- プロデューサー - 大山暁子、櫻井有衣、佐藤友紀、沼野久則、宮本秀晃
- アニメーションプロデューサー - はとりあゆみ
- アニメーション制作 - EMTスクエアード[1]
- 製作 - シスコン委員会

### 主題歌
「A or A!?」
petit miladyによるオープニングテーマ。作詞・作曲は宮崎まゆ、 編曲はhisakuni。
「LONELY ALICE」
Pyxisによるエンディングテーマ。作詞は中村彼方、作曲・編曲は山口朗彦。

### 各話リスト
| 話数 | サブタイトル                     |
| ---- | -------------------------------- |
| #01  | シスコン兄さんと双子の姉妹       |
| #02  | マコとココが料理に挑戦！         |
| #03  | 姫咲のきさきっ茶♡                |
| #04  | ハラペコのるは                   |
| #05  | みんなで温泉旅行!?               |
| #06  | みんなで海に来たよ！             |
| #07  | ライバル出現!?ヤミリー登場！     |
| #08  | 闇のクリスマス三本勝負！         |
| #09  | ドキドキお正月!?甘酒パニック！   |
| #10  | バレンタインチョコレート対決！   |
| #11  | りせとあいりのハッピーバースデイ |
| #12  | 結成 kisakiss6                   |
| #13  | 総集編                           |

### 放送局
| 放送期間               | 放送時間           | 放送局     | 対象地域 | 備考                      |
| ---------------------- | ------------------ | ---------- | -------- | ------------------------- |
| 2018年4月4日 - 6月27日 | 水曜 22:25 - 22:30 | TOKYO MX   | 東京都   |                           |
| 2018年4月6日 - 6月22日 | 金曜 22:55 - 23:00 | AT-X       | 日本全域 | CS放送 / リピート放送あり |
| 2018年4月7日 - 6月23日 | 土曜 22:25 - 22:30 | サンテレビ | 兵庫県   |                           |

| 配信開始日    | 配信時間  | 配信サイト                                                                   |
| ------------- | --------- | ---------------------------------------------------------------------------- |
| 2018年4月4日  | 水曜 更新 | アクトビラ ニコニコ動画 Rakuten TV DMM.com ビデオマーケット ファミリービデオ |
| 2018年4月5日  | 木曜 更新 | dアニメストア ビデックスJP TSUTAYA TV                                        |
| 2018年4月6日  | 金曜 更新 | HAPPY!動画                                                                   |
| 2018年4月7日  | 土曜 更新 | abemaTV                                                                      |
| 2018年4月25日 | 金曜 更新 | U-NEXT                                                                       |

中国ではbilibiliにて配信。

## ラジオ
2018年6月7日から原作者の梱枝りこと、姫咲役の声優・徳井青空がパーソナリティを務めた『ありすorありす WELCOME RADIO』がラジオ大阪にて放送されていた。ニコニコチャンネルでは放送時間を30分拡大して配信された。